# ابل آي آي سي

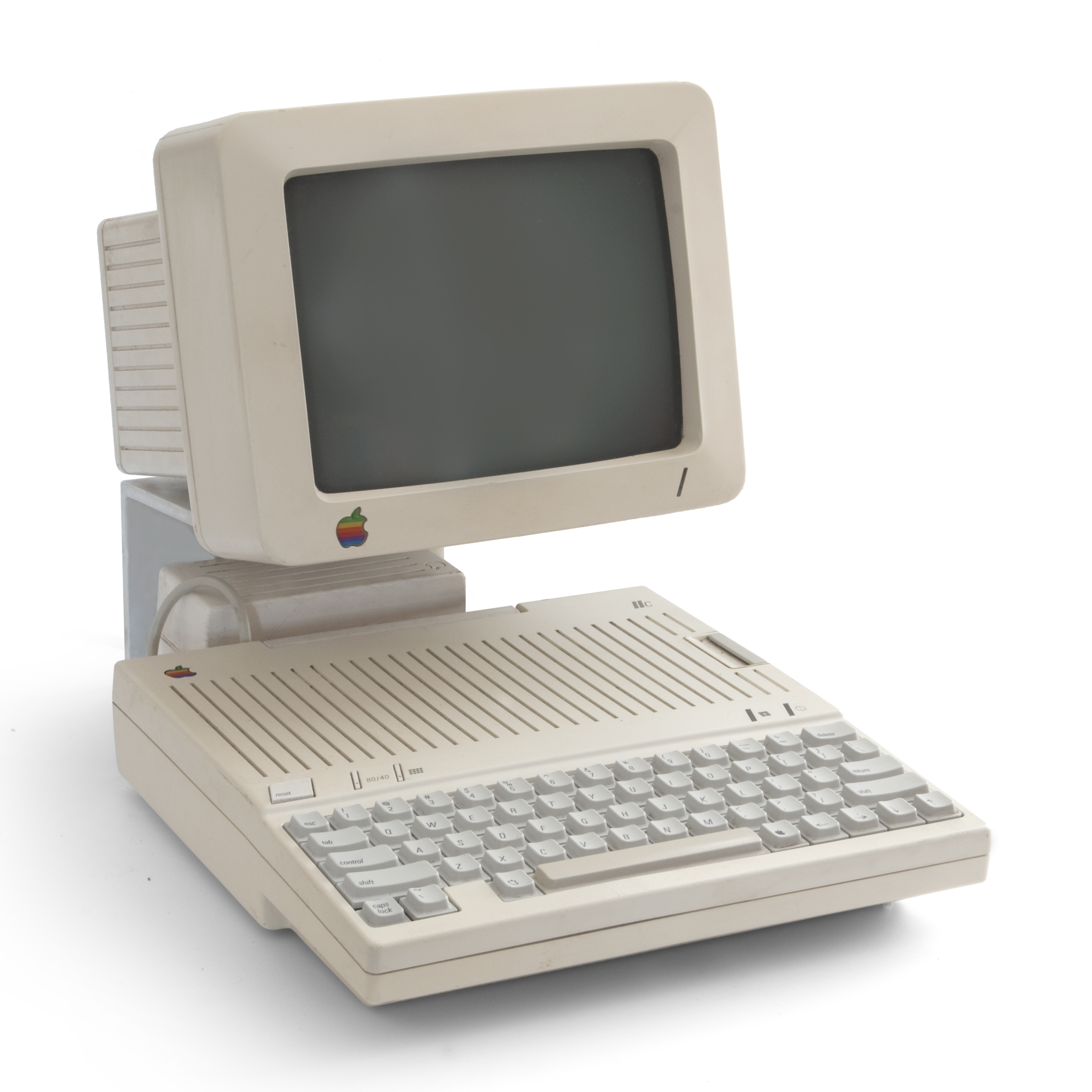
كمبيوتر آبل آي آي سي

ابل آي آي سي (بالإنجليزية: Apple IIc)‏، هي كمبيوتر شخصي من إنتاج شركة آبل ، صدرت في الأسواق بتاريخ 24 أبريل عام 1984م، وبلغ سعر الجهاز 1295 دولار أمريكي، وتعمل نظام التشغيل بنظام برو دوس، وأعلنت وقف إصدار الجهاز في شهر أغسطس عام 1988م.

## صور

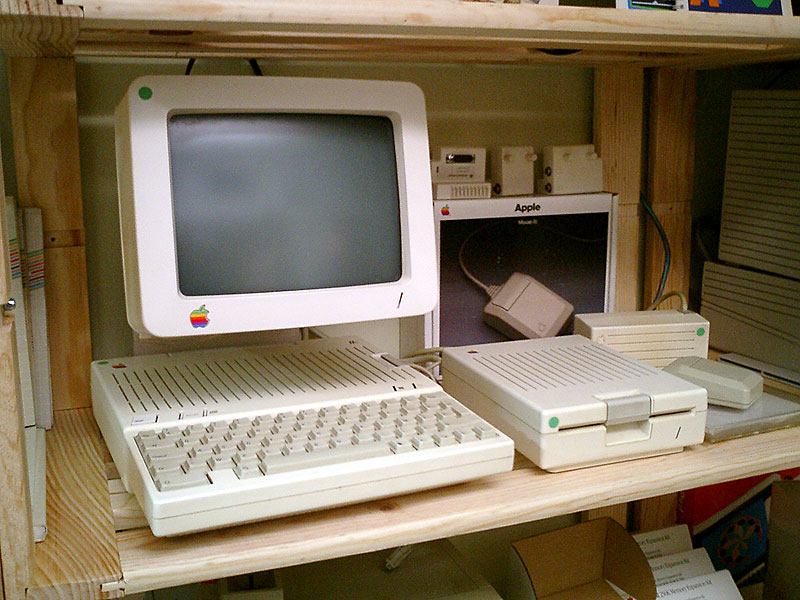
تستخدم الجهاز لغرض شخصي أو عملي
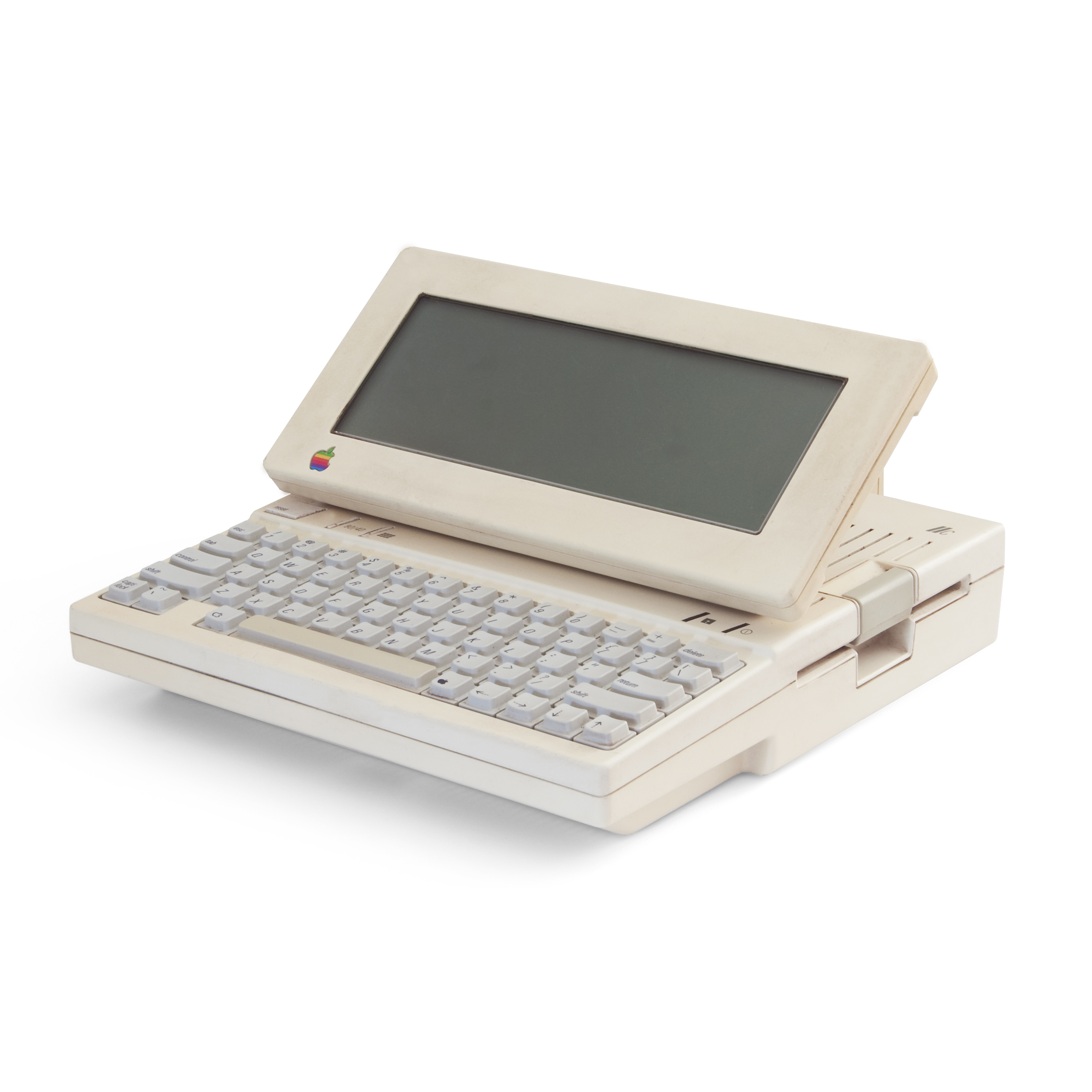
جهاز محمول تدعم عرض إل سي دي.

## وصلات خارجية
- A2Central.com — Apple II news and downloads
- Steven Weyhrich’s Apple II History
- Apple II على مشروع الدليل المفتوح
- Applefritter has an Apple II forum
- PCB pictures of the Apple II
- ReactiveMicro.com — An Apple II hardware production company (cloned items)
- Vintage IIc unboxing at Flickr.com — Photo series of a virgin IIc being unboxed
- Apple2Online - A Free Public-Access Library of Apple II Software, Games, Photos, Documentation & more